# Слобода (Глушанский сельсовет)
Слобода (бел. Слабада) — деревня в Бобруйском районе Могилёвской области Беларуси. Входит в состав Глушанского сельсовета.

## География
Деревня находится в юго-западной части Могилёвской области, к востоку от автодороги Н-10084, на расстоянии приблизительно 20 километров (по прямой) к западу от города Бобруйска, административного центра района. Абсолютная высота — 154 метра над уровнем моря. Площадь населённого пункта — 0,1302 км².

## История
Основана в 1923 году переселенцами из близлежащих деревень на бывших помещичьих землях.
До 11 апреля 1960 года входила в состав Рымовецкого сельсовета, до 20 ноября 2013 года — в состав Осовского сельсовета.

## Население
По данным переписи 2019 года, постоянное население в деревне отсутствовало.
| Год  | Население, человек |
| ---- | ------------------ |
| 1926 | 47                 |
| 1986 | ↘ 25               |
| 2007 | ↘ 2                |
| 2009 | ↘ 0                |
| 2019 | 0                  |